# Första världskriget
Första världskriget, före hösten 1939 kallat världskriget eller det stora kriget, var en världsomspännande militär konflikt centrerad i Europa som började den 28 juli 1914 och varade till den 11 november 1918. Denna konflikt engagerade alla av världens stormakter, samlade i två motsatta allianser: De allierade (centrerad kring Ententen: Storbritannien, Frankrike och Ryssland) och Centralmakterna (ursprungligen centrerad kring trippelalliansen: Tyskland, Österrike-Ungern och Italien, där Italien bytte sida när det väl trädde in i kriget). Mer än 70 miljoner soldater, däribland 60 miljoner européer, mobiliserades i ett av de största krigen i historien. Mer än nio miljoner soldater dödades, vilket främst berodde på stora tekniska framsteg i eldkraft, utan motsvarande inom rörlighet. Det var den sjätte dödligaste konflikten i världshistorien och banade därefter väg för olika politiska förändringar såsom revolutioner i de berörda länderna.
Långsiktiga orsaker till kriget inkluderar stormakternas imperialistiska utrikespolitik i Europa, inklusive Brittiska imperiet, Kejsardömet Tyskland, Österrike-Ungern, Osmanska riket, Kejsardömet Ryssland, Frankrike och Italien. Mordet den 28 juni 1914 på ärkehertig Franz Ferdinand av Österrike, tronarvinge i Österrike-Ungern, av en serbisk nationalist, Gavrilo Princip, var den omedelbara utlösande orsaken till kriget. Det resulterade i ett ultimatum till Kungariket Serbien. Med Tysklands stöd formulerade Österrike-Ungern ett ultimatum som Serbien i princip inte kunde acceptera. Med stöd av Frankrike uppmuntrade Ryssland Serbien att avvisa Österrikes ultimatum. Flera allianser som bildats under de tidigare decennierna åkallades och inom några veckor låg stormakterna i krig. Via stormakternas kolonier spred sig konflikten snart över världen.
Den 28 juli inleddes konflikten med den österrikisk-ungerska invasionen av Serbien, följt av Rysslands allmänna mobilisering den 30 juli. Den 1 augusti såg sig Tyskland tvingat att mobilisera och därpå följde den tyska invasionen av Belgien, Luxemburg och Frankrike, och en rysk attack på Tyskland. Efter att den tyska marschen mot Paris stoppats, hamnade västfronten i ett statiskt utmattningskrig med en skyttegravslinje som knappt kom att förändras fram till 1917. I öst kämpade den ryska armén framgångsrikt mot de österrikisk-ungerska styrkorna men tvingades tillbaka av den tyska armén. Ytterligare fronter öppnades efter att det osmanska riket gick med i kriget 1914, Italien och Bulgarien 1915 och Rumänien 1916. Kejsardömet Ryssland kollapsade 1917, och Ryssland lämnade kriget efter oktoberrevolutionen senare samma år. Efter en tysk offensiv längs västfronten 1918 inträdde USA i kriget och de allierade motade tillbaka de tyska arméerna i en serie av framgångsrika offensiver. Tyskland, som hade egna problem med revolutionärer vid denna tidpunkt, kom överens om en vapenvila den 11 november 1918, senare känd som Stilleståndsdagen. Kriget resulterade i seger för de allierade.
När kriget avslutades hade fyra stora imperier – tyska, ryska, österrikisk-ungerska och det osmanska imperiet – blivit militärt och politiskt besegrade och upphörde att existera. Efterföljande stater i de förstnämnda två förlorade en stor del av sitt territorium, medan de två sistnämnda avvecklades helt. Centraleuropas kartbild fick ritas om i många mindre stater. Nationernas Förbund bildades i hopp om att förhindra att en liknande konflikt skulle blossa upp i framtiden. Den europeiska nationalismen som uppkom ur kriget och upplösningen av imperier och återverkningarna av Tysklands nederlag och Versaillesfreden är allmänt accepterade faktorer som bidrog till andra världskriget.

## Etymologi
Före andra världskriget var kriget även känt som stora kriget, världskriget, kejsarens krig, nationernas krig, kriget i Europa eller europeiska kriget. I Storbritannien och USA kallades det vanligtvis The Great War. I Frankrike och Belgien kallades det ibland La Guerre du Droit (kriget för rättvisa) eller La Guerre Pour la Civilisation / de Oorlog tot de Beschaving (kriget för civilisationen), särskilt på medaljer och minnesmärken.
Den tidigast kända användningen av termen första världskriget framträdde under kriget. Den tyska biologen och filosofen Ernst Haeckel skrev kort efter krigets början:
| ”                                          | Det är ingen tvekan att förloppet och kännetecknandet för det fruktade "europeiska kriget" kommer att bli första världskriget i full bemärkelse. | „ |
| – The Indianapolis Star, 20 september 1914 | |   |

Termen användes igen mot slutet av kriget. Engelska journalisten Charles à Court Repington skrev:
| ”                                                         | Jag träffade major Johnstone, Harvardprofessorn som är här för att lägga grunden för en amerikansk historia. Vi diskuterade rätt namn på kriget. Jag sa att vi nu kallade det Kriget, men att detta inte skulle hålla. Napoleonkrigen var det stora kriget. Att kalla det för det tyska kriget skulle bli för mycket smicker för tysken. Jag föreslog Världskriget som en aning bättre titel och till slut kom vi gemensamt överens om att kalla det första världskriget för att förhindra millennieskiftets folk från att glömma att världens historia var krigens historia. | „ |
| – The First World War, 1914–1918 (1920), Volym I, s. 391. | |   |

Benämningarna World War I och First World War blev båda standard (i USA respektive Storbritannien) med början omkring 1940 till 1942. Innan dess användes benämningen The Great War, enligt uppgifter från Google Books Ngram Viewer där man har jämfört engelskspråkiga böcker och tidskrifter publicerade mellan 1914 och 2000.

### Svensk etymologi
I Sverige förekom benämningen "världskriget" för konflikten ända fram till sent 1930-tal. Under andra världskriget kallades kriget initialt för "förra världskriget", eftersom dåvarande krig ej fått fastställt namn (exempelvis "stormaktskriget").
Begreppet "VK1" ("världskrig 1") förekommer i begränsad utsträckning som förkortning för första världskriget, möjligtvis en svensk översättning av engelska: WWI ("World War I") ursprungligen. I samma utsträckning förekommer VK2 ibland för andra världskriget.

## Bakgrund

### Politiska och militära allianser
Sedan Napoleonkrigen fanns det bland de europeiska stormakterna en tradition av allianser och överenskommelser mellan stormakterna för att upprätthålla en maktbalans i Europa. År 1914 hade olika politiska och strategiska utvecklingar utmynnat i ett komplicerat nätverk av politiska och militära allianser över hela kontinenten.

#### Centralmakterna
De relationer som 1914 kom att utgöra centralmakterna kan sägas ha börjat redan år 1815 med den heliga alliansen mellan Preussen, Ryssland och Österrike. Under mitten av 1800-talet försköts balansen mellan stormakterna i och med Krimkriget, samt Italiens och Tysklands enande, till fördel för Tyskland och nackdel för Ryssland. Trots denna geopolitiska utveckling var det viktigaste utrikespolitiska målet för Tyskland och Otto von Bismarck att isolera Frankrike, varför Bismarck 1872 förhandlade fram en inofficiell allians - trekejsarförbundet - mellan de traditionella bundsförvanterna Österrike-Ungern, Ryssland och Tyskland.
Alliansen föll samman i mitten av 1870-talet i anslutning till det rysk-turkiska kriget 1877-1878 då Österrike-Ungern uttryckte oro över Rysslands aggressiva utrikespolitik. Som en följd av förbundets osäkra framtid och för att knyta Österrike-Ungern närmre Tyskland förhandlade Bismarck 1879 fram en dubbelallians mellan de båda länderna. Risken att Tyskland skulle hamna i krig mot Ryssland gjorde att Bismarck ville knyta Österrike-Ungern närmre Tyskland. Syftet med alliansen var även att minska Rysslands inflytande på Balkan och ta över det maktvakuum som det Osmanska riket lämnade efter sig. 1882 utvidgades dubbelalliansen till att omfatta även Italien i det som blev känt som Trippelalliansen. Även Rumänien anslöt sig till gruppen 1883.

#### Trippelententen
Trekejsarförbundet vittrade gradvis sönder och avslutades 1887, som en följd av stigande spänningar på Balkan mellan Ryssland och Österrike-Ungern. I hemlighet tecknade Tyskland och Ryssland dock ett återförsäkringsfördrag samma år, men eftersom det aldrig förnyades av Vilhelm II 1890 kom Ryssland i stället att söka sig till andra stormakter för militärt stöd. Den ökande distansen mellan Ryssland och Tyskland utnyttjades av franska politiker som gradvis närmade sig Ryssland: först genom en militär konvention 1892 och slutligen genom att ingå den fransk-ryska alliansen 1894. 1904 förseglade Storbritannien en allians med Frankrike, entente cordiale, och 1907 undertecknade Storbritannien och Ryssland den engelsk-ryska ententen. Detta system av överlappande bilaterala avtal bildade trippelententen.
Sedan både napoleonkrigen och inte minst det fransk-tyska kriget 1870-1871 fanns det en stark rivalitet mellan Frankrike och Tyskland (ett flertal tyska stater före 1871). Tysklands seger över Frankrike etablerade både en tilltro till den preussiska militarismen och innebar att Tyskland annekterade viktiga landområden från Frankrike: Alsace-Lorraine. Frankrike kom att hysa en stark revanschlust och var mycket måna om att återta de landområden man förlorat. Fiendskapen mellan Tyskland och Frankrike kom att bidra dels till de hårda striderna på västfronten under kriget, dels till de hårda villkor mot Tyskland som angavs i Versaillesfreden 1919.

### Ekonomisk utveckling

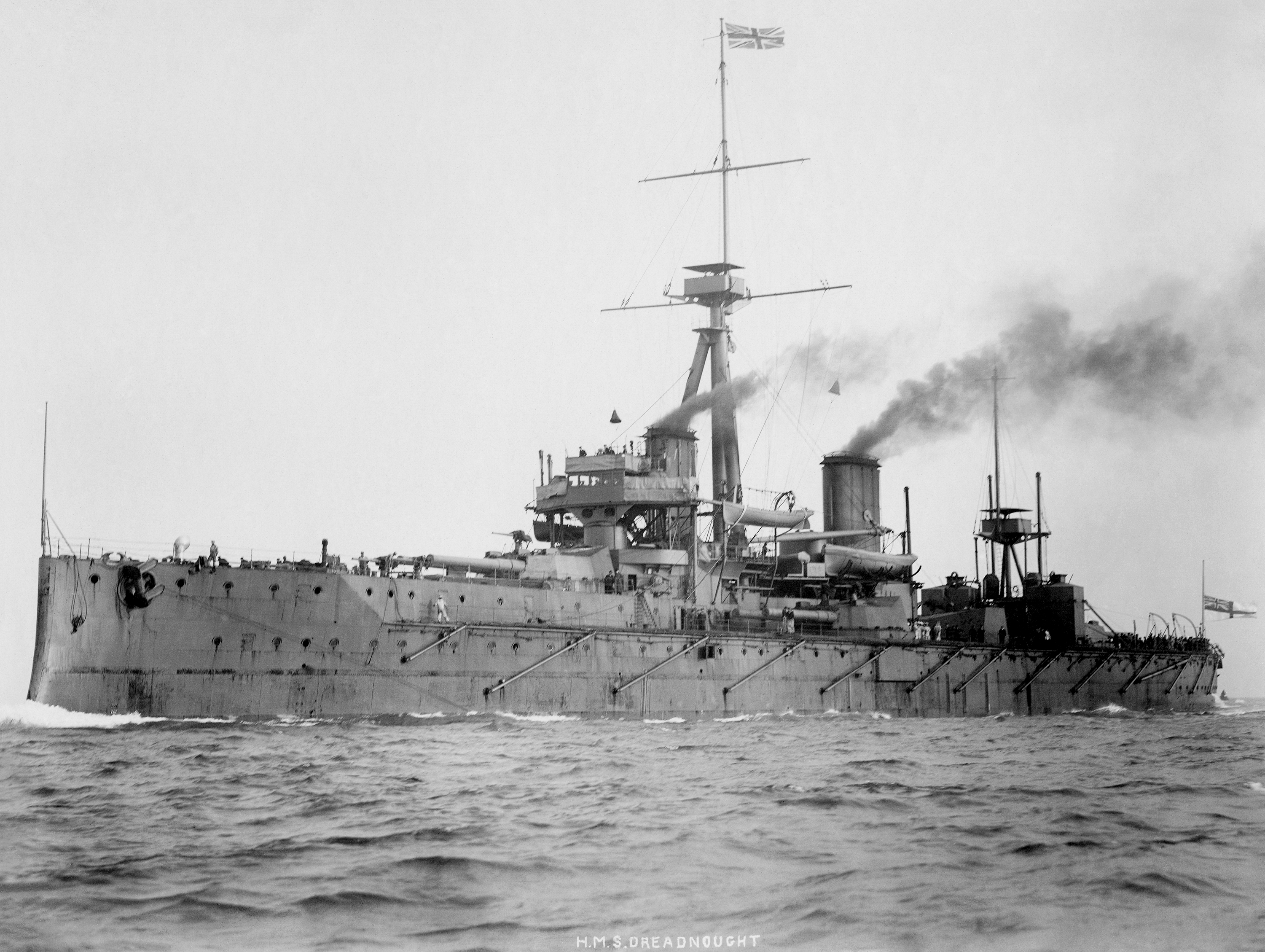
Från 1890-talet och framåt pågick en intensiv kapprustning mellan Storbritannien och Tyskland. Det brittiska slagskeppet blev en viktig milstolpe i kampen mellan brittiska och tyska flottan.

Tysklands industriella och ekonomiska makt hade vuxit kraftigt efter Tysklands enande 1871. Från mitten av 1890-talet och framåt använde Wilhelm II:s regering denna bas för att satsa betydande ekonomiska resurser för att bygga upp Kaiserliche Marine, den tyska kejserliga flottan, som grundades av amiral Alfred von Tirpitz som utmanade brittiska Royal Navy om herraväldet över världshaven. Båda nationerna strävade efter ett örlogsfartyg över 10 000 ton. När det banbrytande nya slagskeppet HMS Dreadnought sjösattes 1906 utökade den brittiska flottan sitt redan betydande övertag över sina tyska konkurrenter. Kapprustningen mellan Storbritannien och Tyskland spred sig så småningom till resten av Europa där samtliga stormakter lade ner en avsevärd del av sin industriella produktion på att förbereda sig på ett kommande europeiskt storkrig. Mellan 1908 och 1913 ökades de militära utgifterna för de europeiska stormakterna med 50 %.

### Krutdurken Balkan
Från 1800-talets mitt hade det Osmanska riket varit i ett långsamt förfall. Flera misslyckade försök till politiska och ekonomiska förändringar - bland annat under Tanzimât-perioden - ledde till instabilitet i riket, inte minst i imperiets ytterområden såsom Balkan och arabvärlden och begreppet Europas sjuke man myntades. Imperiets allmänna nedgång öppnade nya möjligheter för de europeiska stormakterna att erövra territorier i Osmanska rikets närområde och utöva politiska påtryckningar. Storbritannien sökte att befästa sina positioner i östra Medelhavet och Mellanöstern, Frankrike och senare även Italien etablerade kolonier i Nordafrika och Ryssland utökade sitt inflytande runt Svarta havet och i Kaukaus. Den förmenta omsorgen från de europeiska stormakterna om olika kristna grupper i det Osmanska riket ledde även till att man tvingade genom konstitutionella förändringar hos osmanerna.
Med start under de första årtionden av 1800-talet upplevde man på Balkan en framväxt av starka nationella identiteter, ofta kombinerade med storslagna planer på att upprätta omfattande självständiga riken baserat på idéer om t.ex. "Storserbien" eller "Storbulgarien". Expansionsplanerna innebar att de etniska grupperna hamnade i konflikt med varandra, samtidigt som man enades i motståndet mot den osmanska överhögheten. Den svaga osmanska centralmakten hade svårt att motstå de regionala kraven på självständighet, vilket ledde till att ett system av vasallstater med begränsad autonomi upprättades. Systemet påbörjades med bildandet av Furstendömet Serbien 1817, därefter enandet av Valakiet, Moldavien och Rumänien 1859/61 och senare Bulgarien 1878.
Österrike såg med oro på Serbiens spirande självständighet och landets växande regionala makt och utrikespolitiken inriktades på att begränsa den serbiska statens makt. Det berodde på att den österrikisk-ungerska ledningen var rädd att ett självständigt Serbien skulle väcka panslaviska ambitioner och skapa oro bland de slaviska minoriteter som befann sig inom de österrikiska gränserna. Samtidigt närmade sig Ryssland Serbien, med hänvisning till gemensamma ortodoxa traditioner. På 1870-talet ledde den serbiska nationalismen uppror mot osmanerna, stödda av Ryssland som hoppades att kunna etablera en rysk satellitstat på Balkan. Österrike reagerade mot Serbiens och Ryssland expansionsplaner, samtidigt som de själva hoppades ta över delar av Balkan, särskilt Bosnien. Konflikten resulterade i att stormakterna (under ledning av Tyskland) samlades vid Berlinkongressen 1878, där utfallet blev ett kraftigt tillbakadragande av Rysslands ambitioner, full självständighet för Serbien, Rumänien och Montenegro, samt acceptans för en österrikisk ockupation av Bosnien och Hercegovina, samt Novi Pazar.
Österrike-Ungern fortsatte att utöka sitt inflytande på Balkan under slutet av 1800-talet, i samarbete med den Österrike-vänliga serbiska dynastin. 1903 kom en ny dynasti i Serbien till makten, Karađorđević, som var ryskvänlig och inställd på ett Storserbien i vilket det ockuperade Bosnien sågs som en ofrånkomlig del. Relationen mellan Serbien och Österrike försämrades, samtidigt som Rysslands ambitioner på Balkan förnyades. Fem år senare, 1908, annekterade Österrike Bosnien och provocerade fram Bosnienkrisen, vilket bland annat ledde till hot om krig från Serbien och Ryssland. Under Balkankrigen (1912-13) anföll Serbien, Montenegro, Bulgarien och Grekland det Osmanska riket med målet att utöka sina respektive territorier. Under det andra Balkankriget (1913) befäste Serbien sin regionala makt ytterligare, särskilt gentemot Bulgarien. Under samma period hade Serbien alltmer ställt in siktet på att införliva Bosnien i det serbiska riket. En rad revolutionära nationalistiska grupper etablerades, däribland Mlada Bosna, i vilken Gavrilo Princip - som senare mördade Frans Ferdinand och hans hustru - engagerade sig.
Sammantaget byggde händelseförloppen (särskilt sedan den österrikiska annekteringen av Bosnien) på varandra och bildade den "krutdurk" som sedan skulle explodera genom skotten i Sarajevo 1914. 

## Julikrisen och krigsutbrottet

Etnolingvistisk karta över Österrike-Ungern, 1910.

### Julikrisen
Den 28 juni 1914 mördades ärkehertig Franz Ferdinand av Österrike, arvtagaren till Österrike-Ungerns tron, och hans fru i Sarajevo av Gavrilo Princip, en bosnisk-serbisk student och medlem i Unga Bosnien. Morden utlöste en rad diplomatiska intriger mellan Österrike-Ungern, Tyskland, Ryssland, Frankrike och Storbritannien i vad som kallats Julikrisen. Österrike-Ungern ville slutgiltigt göra slut på serbiskt inflytande i Bosnien och överlämnade ett ultimatum till Serbien med tio krav som medvetet utformats för att vara oacceptabla för Serbien för att provocera fram ett krig. Innan Österrike-Ungern hade formulerat sitt ultimatum hade man konsulterat Tyskland som gav Donaumonarkin (Österrike-Ungern) sitt fulla stöd för ett agerande mot Serbien. När Serbien endast gick med på åtta av de tio kraven förklarade Österrike-Ungern krig 28 juli 1914.

### Krigsutbrottet
Ryssland ville inte låta Österrike-Ungern köra över dess serbiska allierade på Balkan, och beordrade en mobilisering av delar av armén den 25 och allmän mobilisering den 30 juli. Tyskland mobiliserade den 1 augusti 1914 och samma dag mobiliserade Frankrike, som såg en chans att ta tillbaka Alsace-Lorraine som Tyskland erövrat under fransk-tyska kriget. Tyskland förklarade krig mot Ryssland samma dag, som en respons på landets mobilisering. Eftersom Ryssland var allierad med Frankrike förklarade Tyskland den 3 augusti krig även mot Frankrike, med tanken på att anfalla via det neutrala Belgien. Tysklands anfall mot Frankrike genom Belgien fick Storbritannien att reagera. Belgien hade sedan ett internationellt fördrag 1839 ansetts neutralt. När Tyskland bröt mot den neutraliteten kunde den brittiska regeringen enas. Storbritannien förklarade krig mot Tyskland den 4 augusti 1914 efter ett "otillfredsställande svar" på kravet att respektera Belgiens neutralitet.

Militärallianser i Europa före krigsutbrottet 1914. Trippelalliansen sprack eftersom Italien först förklarade sig neutralt och senare istället gick med i ententen.

Händelsekedjan med ömsesidiga krigsförklaringar kallas svarta veckan. Över hela Europa fanns ett brett folkligt stöd för krig, som alla var övertygade skulle vara snabbt och framgångsrikt. Trots att europeiska socialister länge förordat internationell solidaritet mellan arbetare, så kom även många arbetare att uttrycka nationalistiska sympatier, inte minst i Frankrike.
31 juli mördades den ledande franske socialisten och krigsmotståndaren Jean Jaurès av en ung fransk nationalist. Jaurès sågs av många samtida som en av de sista att kunna förhindra ett stort europeiskt krig. Under tiden före krigsutbrottet hade han rest runt Europa i ett försök att organisera arbetare och förmå dem att strejka för att förhindra ett europeiskt krig.

## Krigets förlopp

### 1914

#### Västfronten
Västfronten var den krigsskådeplats där störst styrkor var koncentrerade. Operationerna inleddes med att den tyska så kallade Schlieffenplanen år 1914 försökte genomföras med en kringgående rörelse mot Paris genom Belgien. Fransmännen aktiverade plan XVII som innebar en offensiv mot Lothringen och senare även Elsass och Ardennerna. Storbritannien skickade över en expeditionskår till Frankrike. Från en början trängde de tyska styrkorna in i Frankrike över landets gränser och tvingade tillbaka den franska och brittiska armén. I september saktades dock den tyska offensiven in i och med slaget vid Marne 5-10 september. Tyskarnas plan misslyckades efter ett framgångsrikt franskt, brittiskt och belgiskt motanfall, och både slaget vid Marne och slaget vid Ypern fick arméerna att gräva ner sig i skyttegravar. I november 1914 inledde Storbritannien en blockad till havs mot Tyskland, vilket sågs som en indikation på att kriget inte skulle gå så fort som vissa hade förväntat sig. Från 1914 kom kriget på västfronten att förvandlas till ett blodigt ställningskrig som varade åtminstone fram till 1917.

#### Östfronten

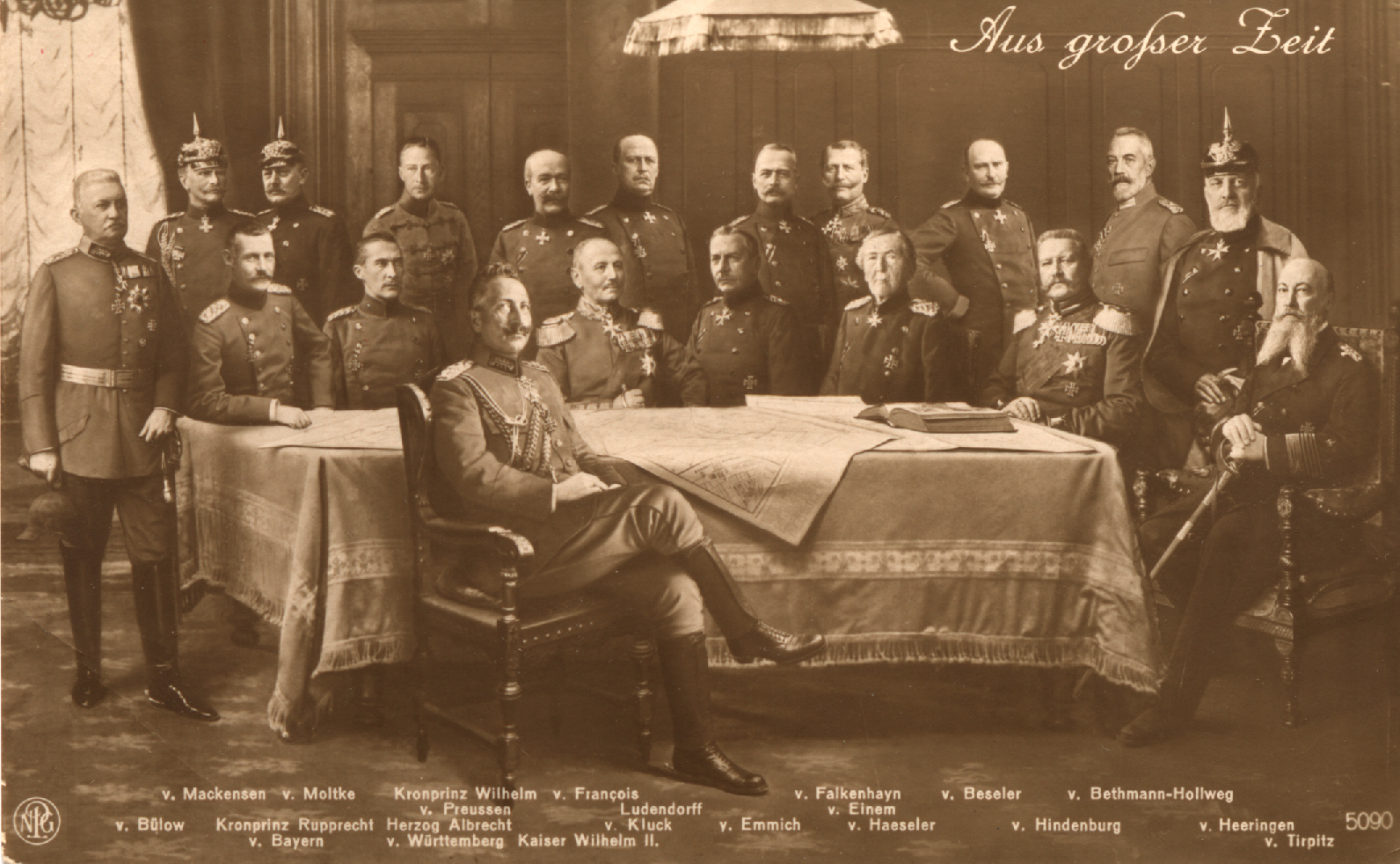
Den tyske kejsaren Wilhelm II med representanter för den tyska krigsledningen. Samtida tyskt vykort.

På östfronten stred Kejsardömet Tyskland och Österrike-Ungern mot Ryssland. Fronten mellan de stridande parterna sträckte sig vid krigets början från Czernowitz i Österrike-Ungern (vid gränsen mot Rumänien) och upp till Memel vid Östersjön, en sträcka på 500 km. Konflikten på östfronten pågick från augusti 1914 fram till freden i Brest-Litovsk i mars 1918 då bolsjevikerna slöt en separatfred med kejsardömet Tyskland.
Inledningsvis under 1914 möttes i huvudsak ryska och österrikiska trupper på östfronten, medan den tyska armén fokuserade på att besegra Frankrike först och sedan vända striderna mot Ryssland (i enlighet med Schieffenplanen). Tyskland agerade defensivt, medan både Ryssland och Österrike gick på offensiven i inledningen av kriget. Österrike-Ungern skickade lejonparten av sina trupper  - 500 000 soldater - mot fronten till Ryssland, en ansträngning som delvis berodde på en österrikisk rädsla att slaviska minoriteter i landet skulle samarbeta med Ryssland vid en rysk offensiv. Medan den tyska militären klarade av snabba anfall, så var både den ryska och österrikiska militären relativt långsamma och dåligt anpassade för snabba offensiver, något som också ledde till många dödsfall för den ryska respektive österrikiska armén.

##### Ostpreussen och Galizien
Frankrike övertalade i början av kriget Ryssland att skicka två arméer för att anfalla Tyskland genom Ostpreussen, i syfte att avlasta den franska armén på västfronten, något som skedde den 17 augusti 1914. Ryssland skickade samtidigt en armé för att anfalla Galizien i Österrike-Ungern. Till en början vann de ryska trupperna framgång mot tyskarna, bland annat vid Gumbinnen den 20 augusti, något som fick den tyska 8:e armén med Max von Prittwitz som befälhavare att dra sig tillbaka väster om floden Weichsel (Wisła). Strax därefter utnämndes general Paul von Hindenburg till arméchef i öster och två tyska arméer från västfronten sattes in som förstärkning i öster. Tyskland gick sedan till anfall och besegrade de ryska styrkorna i två avgörande slag: slaget vid Tannenberg den 26-31 augusti och slaget vid Masuriska sjöarna i mitten av september 1914. Resultatet av de två slagen blev att tyskarna återtog Ostpreussen, medan ryssarna led stora förluster: totalt 250 000 personer. De tyska förlusterna var ungefär en tiondel av de ryska.
För Österrikes del anföll man med tre arméer mot södra Polen med en front som sträckte sig mellan floderna San och Weichsel i väster, till Lemberg (Lviv) i öster. Slaget kom att benämnas slaget om Galizien. Österrike utgick från att Ryssland hade positionerat sig väster om floden Bug, vilket skulle ha underlättat för centralmakterna. De ryska styrkorna var dock öster om floden, vilket innebar att de kunde anfalla en flank av den österrikiska armén i takt med att den rörde sig norrut. Från början skördade Österrike framgångar och pressade Ryssland mot Lublin, ett förhållande som dock vändes i september då de ryska trupperna tvingade österrikarna mot reträtt. Österrike-Ungern övergav de österrikiska delarna av Galizien och den nya fronten flyttades till att gå längs med Karpaterna. Precis som ryssarna i Ostpreussen, led även österrikarna omfattande förluster.
Österrikes förluster - kombinerat med de tyska framgångarna - innebar att Tyskland alltmer kom att ta över ansvaret även för östfronten. Centralmakterna reviderade även sin uppfattning om den övergripande krigsstrategin, där man tänkte att kriget kanske kunde vinnas först i öster, snarare än i väster som det först var tänkt. Den tyska krigsledningen delades i två läger: en "västskola" representerad av bland annat generalstabschefen Erich von Falkenhayn och en "östskola" som förespråkades av Erich Ludendorff och hans stab.

#### Balkan
I augusti 1914 ryckte den österrikisk-ungerska armén in i Serbien. Geografin underlättade dock för försvararna. Det första anfallet misslyckades men efter ett nytt anfall i september kunde efter förhållandevis svåra förluster Belgrad ockuperas i december. Den serbiska armén gick till motanfall och kunde innan jul kasta ut den österrikiska armén ur landet.[källa behövs]

#### Osmanska riket
Det osmanska riket anslöt sig till centralmakterna efter att ett hemligt avtal om osmansk-tysk allians skrevs under 2 augusti 1914. Osmanska riket hotade i och med detta Ryssland i norr samt den brittiska Suezkanalen och britternas handel med Indien, Iran och Egypten i söder.[källa behövs]

#### Östasien och Stilla havet

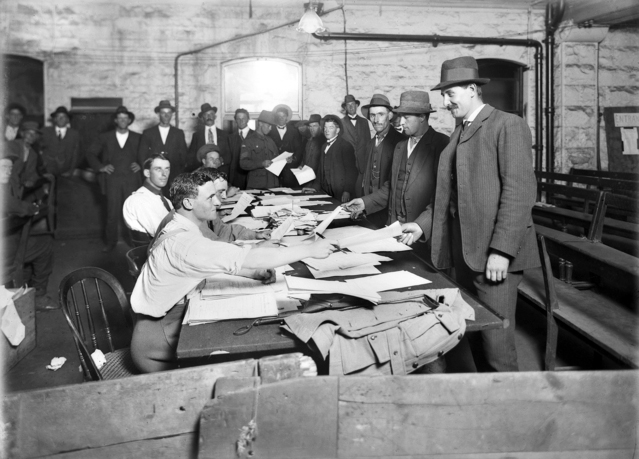
Män i Melbourne tar värvning, 1914.

Nya Zeeland ockuperade Tyska Samoa 30 augusti 1914. Den 11 september samma år landsteg en australiensisk styrka på Nya Pommern, då en del av Tyska Nya Guinea. Den 28 oktober sänkte tyska kryssaren Emden den ryska kryssaren Zjemtjug i slaget vid Penang i Malackasundet. Japan annekterade Tysklands mikronesiska kolonier och intog den kinesiska staden Qingdao efter en dryg veckas belägring i november 1914. Inom några månader hade Ententen intagit samtliga tyska territorier i Stilla havet; endast några hjälpfartyg som jagade handelsfartyg och några enklaver i Nya Guinea kvarstod.

#### Afrika
Strider i brittiska, franska och tyska kolonier i Afrika var bland de första som utkämpades under kriget. De tyska kolonierna i Togoland och Kamerun var viktiga mål för ententen i Västafrika, inte minst på grund av de investeringar som Tyskland hade lagt ner i kolonierna. Sedan slutet av 1800-talet fanns det också en betydande rivalitet mellan stormakterna gällande tillgången till kolonier i Afrika. Storbritannien hade exempelvis sökt ta makten över Kamerun, något Tyskland hann före till vid annekteringen av landet 1884. Även Frankrike hade imperialistiska mål med sin krigsansträngning i Afrika. Genom att attackera de tyska kolonierna kunde Storbritannien och Frankrike omfördela territorier i Afrika.
Det fanns även tydliga strategiska mål i kampanjen mot de tyska kolonierna. Genom att attackera och erövra kolonierna hoppades britterna och fransmännen påverka den tyska moralen negativt, samt skära av tillgången till viktiga resurser som behövdes i den tyska krigföringen.

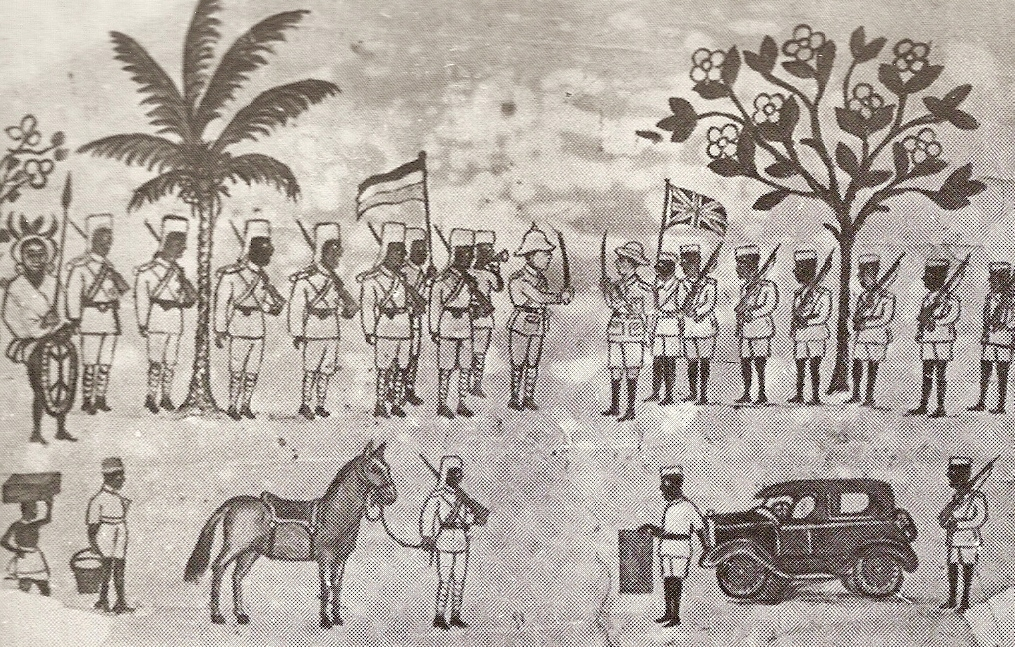
Teckning som föreställer när tyska befälhavaren i Tyska Östafrika Paul von Lettow-Vorbeck kapitulerar till britterna vid Abercorn (idag Mbala) i november 1918.

#### Västafrika
Strategiskt viktigt i Västafrika var utöver specifika naturresurser även de tyska radiostationer som fanns i Togo och Kamerun. För att kunna bedriva strider i Västafrika rekryterade både britter och fransmän betydande mängder västafrikaner till olika typer av förband och arméer. Storbritanniens styrkor i Västafrika - som utgick från de brittiska kolonierna i Nigeria, Ghana, Sierra Leone och Gambia - delades upp i West African Regiment med bas i Sierra Leone, samt West African Frontier Force (WAFF). Till WAFF, som styrdes av kolonialkontoret, rekryterades huvudsakligen soldater från västkustens olika Hausa-språkiga grupper, som av britterna ansågs särskilt lämpade för krig. 1914 bestod WAFF av 8000 soldater, där majoriteten utgjordes av afrikaner, och runt 400 soldater var från Storbritannien. Den uttalade policyn var att rekrytera frivilliga till styrkorna, men i takt med att behovet av soldater växte så användes mer och mer tvång i rekryteringen, ofta med tyst stöd av lokala hövdingar.
De första striderna i det brittiska anfallet mot Togo utspelade sig den 7 augusti 1914, vilket gör striden till den första brittiska under hela kriget. Den franska och brittiska kampanjen mot Togoland avgjordes relativt snabbt och var över den 25 augusti när de tyska styrkorna kapitulerade strax efter att ha sprängt en radiostation.

#### Sydvästra och östra Afrika
Tyskland svarade på invasionen av Togoland med att gå in i Sydafrika från Tyska Sydvästafrika, en konflikt som fortgick i sporadisk form under hela resten av kriget. De tyska kolonialtrupperna i Tyska Östafrika under Paul von Lettow-Vorbeck utkämpade ett gerillakrig och kapitulerade först två veckor efter stilleståndet utropades i Europa.

### 1915

#### Västfronten
Det nästkommande året, 1915, började med att Tyskland anföll engelsmännen med zeppelinare och i februari inleddes även ett utökat ubåtskrig från tysk sida mot Storbritannien. Under april började de tyska styrkorna även med kemisk krigföring i form av stridsgas i det andra slaget vid Ypern, som ett försök att bryta stilleståndet på västfronten. I maj gick Italien med i kriget på ententens sida. Tysklands fokus på västfronten under 1915 var huvudsakligen på att försvara sig mot de offensiver som ententen försökte sig på. Offensiverna från franskt och brittiskt håll kom dock inte att leda till några större territoriella förändringar mellan parterna.

#### Östfronten
Under 1915 påbörjade Tyskland och Österrike-Ungern en offensiv på östfronten och under våren, i maj, bröt de genom fronten vid Gorlice-Tarnów. Därefter kunde centralmakterna lägga under sig Polen och det tidigare övergivna Galizien under sommaren och hösten. Något som i förlängningen kom att få stora konsekvenser för Ryssland och kriget på östfronten var att den militära operationen vid Gallipoli misslyckades från ententens sida.

#### Balkan
Efter att Bulgarien 1915 anslutit sig till centralmakterna anfölls Serbien på nytt av tyska och österrikiska trupper. Den serbiska armén tvingades retirera ända till Albanien och hela Serbien ockuperades. Ockupationen varade ända till hösten 1918 när en brittisk-fransk expeditionskår från Saloniki kunde tvinga Bulgarien till fredsförhandlingar.[källa behövs]

#### Italien
Italien var till en början neutralt men slöt den 26 april 1915 ett hemligt avtal i London med ententen om att åsidosätta trippelalliansen och gå med i kriget på ententsidan. För att övertyga Italien hade de lovats omfattande landområden, bland annat Trentino, Trieste, Sydtyrolen, Gorizia, Istrien och norra Dalmatien. Den 23 maj 1915 förklarade Italien krig mot Österrike-Ungern enligt avtalet. De första anfallen riktades österut, men upphörde snart på grund av översvämningar i floden Isonzo och kriget övergick till skyttegravsstrider. Det italienska landskapet gjorde att en försvarare med full kontroll över Alperna hade stora fördelar och trots enorma förluster under Isonzoslagen 1915-16 kunde inte italienarna mer än tillfälligt rycka framåt. Under de fyra första slagen runt Isonzo - mellan juni-december 1915 - dog 280 000 soldater.

### 1916

#### Västfronten
I februari 1916 försökte centralmakterna slå igenom stilleståndet genom ett anfall mot staden Verdun i norra Frankrike. Tanken var att döda tillräckligt många franska soldater för att den franska armén skulle mista sin stridskraft. Det tyska anfallet misslyckades på grund av ett kraftigt franskt motstånd. Både den tyska och franska sidan förlorade soldater i en omfattning som varit otänkbar före kriget: mellan 300 000 - 400 000 soldater från båda sidor beräknas ha mist livet under slaget vid Verdun.

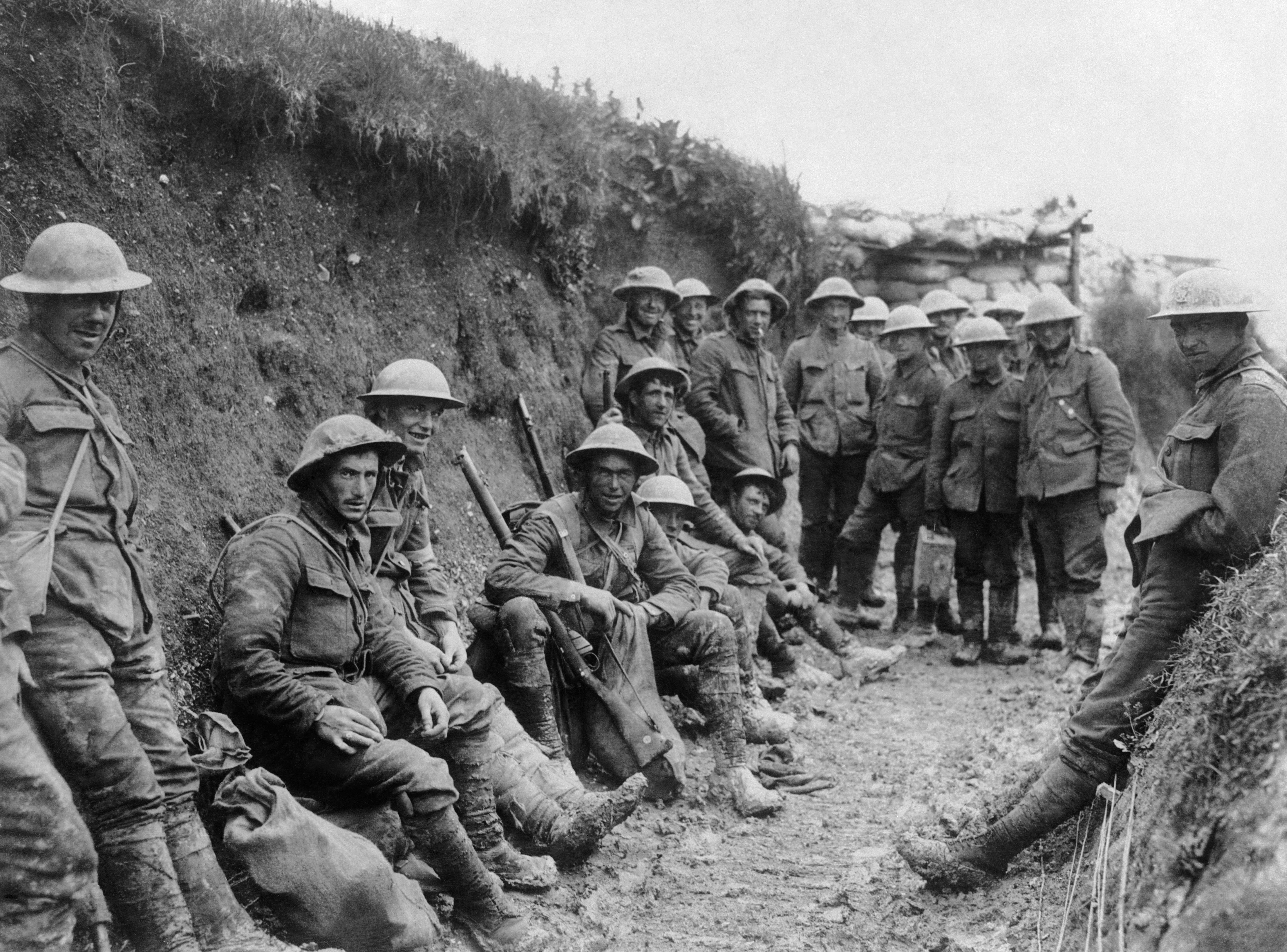
Irländska soldater under slaget vid Somme 1916.

Samma år försökte Storbritannien och Frankrike att på ett liknande sätt ta sig igenom de tyska ställningarna genom slaget vid Somme. I juli attackerade ententen längs med floden Sommes dalgång. Ett nytt inslag i attacken var användningen av stridsvagnar. De militära framgångarna lyste dock med sin frånvaro, i november 1916 hade britterna och fransmännen erövrat ett par hundra meter från centralmakterna, då till priset av flera hundratusentals döda. Under slaget beräknas Tyskland ha förlorat en halv miljon människor, för Storbritannien och Frankrike beräknas 400 000, respektive 200 000 soldater ha dödats.

#### Östfronten
Ententen inledde en offensiv i öster i juni 1916 kallad Brusilovoffensiven, där Galizien återigen stod i fokus. Pressen från ententens sida mot Österrike och Tyskland var hård och fronten föll nästan samman. Mot hösten försvagades det ryska anfallet och centralmakterna kunde under hösten och vintern 1916 besegra och ta över Rumänien, som i augusti hade anslutit till kriget på ententens sida. Förlusterna i människoliv var enorma under 1916 på flera fronter: 1,1 miljoner soldater beräknas ha dött enbart för Österrike-Ungern och 400 000 österrikiska soldater togs till fånga mellan juni och september 1916. För Rysslands räkning dog, skadades eller fångades mellan 500 000 och 1 miljon människor under offensiven.

#### Balkan
Rumänien anslöt sig 1916 till ententen med fördraget i Bukarest men besegrades snabbt av centralmakterna och tvingades till fred 1917.[källa behövs]

#### Italien
I maj 1916 gick Österrike-Ungern till motangrepp från Trentino och ner mot den venetianska slätten. Italien omorganiserade armén och lyckades delvis slå tillbaka Österrike. Mot augusti samma år hade Italien erövrat provinsen Gorizia och den 28 augusti förklarade Italien krig även mot Tyskland. Under 1916 förlorade Italien sammanlagt 500 000 soldater.

#### Osmanska riket
På Arabiska halvön igångsattes 1916 ett väpnat uppror, Arabrevolten, mot det Osmanska riket med mål att nå självständighet för ett enat arabiskt rike i Mellanöstern. Den legendariske brittiske kaptenen T.E. Lawrence som då var envoyé åt brittiska utrikesdepartements arabiska byrå i Kairo lyckades ena de olika arabiska stammarna och få till stånd ett omfattande gerillakrig mot osmanernas militära infrastruktur.[källa behövs]

### 1917

#### Västfronten
I januari inledde Tyskland ett oinskränkt ubåtskrig med syfte att försvaga ententen inför en planerad tysk offensiv 1918. Ubåtskriget ledde samtidigt till att USA den 6 april förklarade krig mot Tyskland, vilket skulle ha en avgörande effekt på krigets utfall.
Ententen hade lidit stora förluster under 1916, men hade förhoppningar om att två planerade offensiver skulle förändra krigsförloppet under 1917: Frankrikes Nivelleoffensiv och Storbritanniens offensiv i Flandern. Planerna grusades dock, särskilt Nivelleoffensiven som kollapsade i april och där ungefär halva den franska armén upplevde myterier i olika skala. Britterna såg vissa begränsade framgångar, inte minst vid Messines och Cambrai, vilket till stor del berodde på att stridsvagnar för första gången användes i större omfattning. Man lyckades trots detta inte bryta igenom den tyska fronten.

#### Östfronten

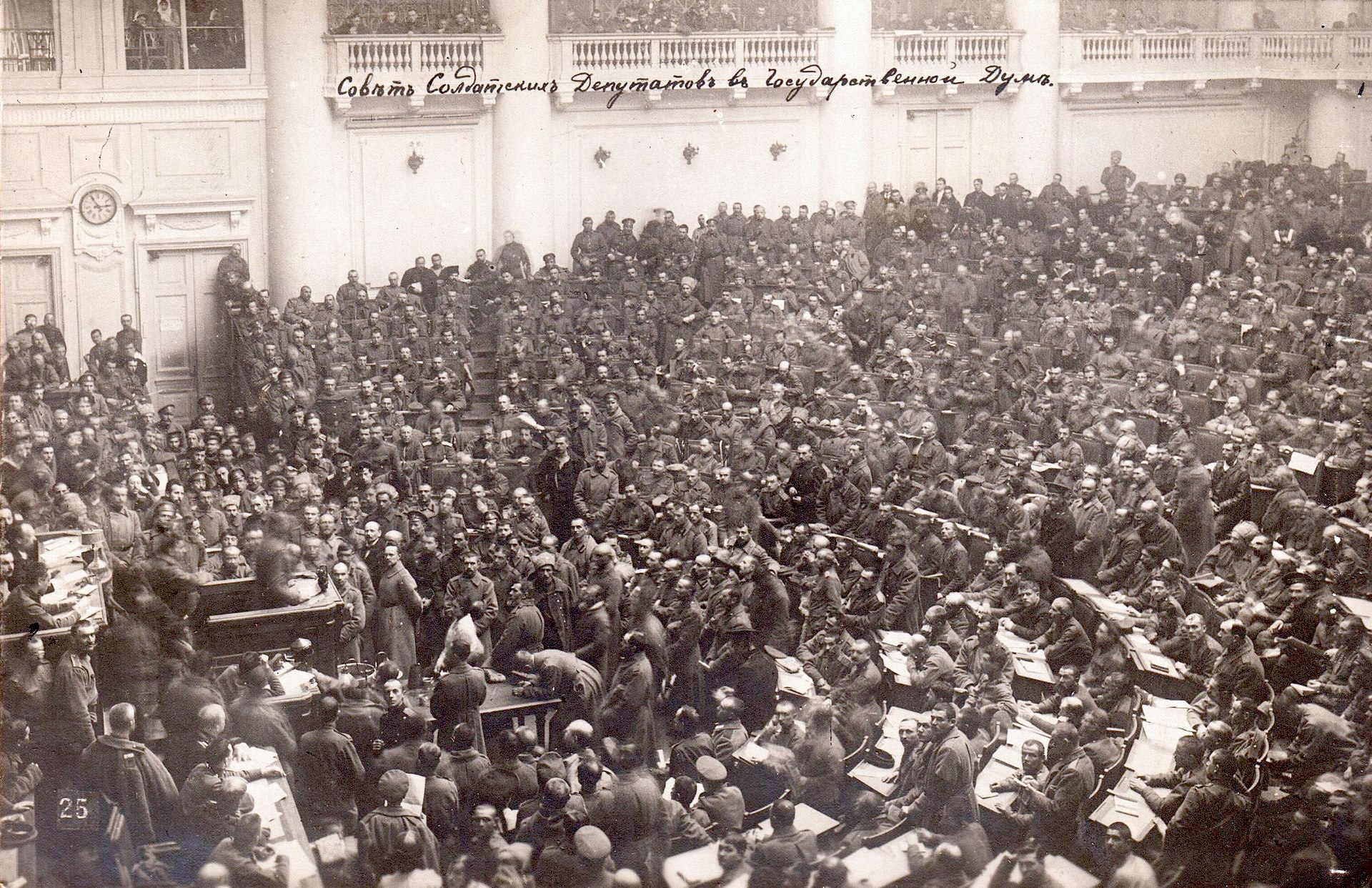
Massmöte i Petrograd.

Kriget på östfronten avslutades i praktiken redan 1917, inte minst som en följd av två ryska revolutioner: en i mars (februarirevolutionen) och en i november (oktoberrevolutionen). Tyskland och Österrike-Ungern hade under året segrat vid flera slag och i december inledde centralmakterna och den nya bolsjevikiska ledningen i Ryssland fredsförhandlingar i Brest-Litovsk.

#### Italien
Den 24 oktober 1917 lyckades centralmakterna tvinga tillbaka den italienska armén från Caporetto och därigenom bröt man även den italienska fronten. Med hjälp av sina allierade kunde Italien stabilisera läget vid floden Piave. Österrike-Ungern gjorde ett försök att bryta igenom vid Piave i juni 1918 men därmed var dubbelmonarkins anfallskraft uttömd. Under slaget vid Vittorio Veneto  i slutet av oktober kunde italienarna bryta igenom varefter den österrikisk-ungerska armén föll samman liksom strax därefter hela kejsardömet.[källa behövs]

#### Osmanska riket
De enda större framgångarna som ententen uppnådde under 1917 var i sammandrabbningar med osmanerna. I mars 1917 intog man Bagdad och i december samma år erövrades Jerusalem.

### 1918

#### Västfronten
Under våren 1918 satsade Tyskland sina sista krafter på ett anfall med målet att segra innan den nya ententmakten USA:s armé på två miljoner soldater hunnit anlända till Europa. Tyskarna hade precis skrivit under freden i Brest-Litovsk och kunde därmed frigöra stora styrkor från östfronten. Anfallet fick namnet ”våroffensiven” och inleddes den 21 mars med stora framgångar för tyskarna. De lyckades bryta igenom ententens skyttegravssystem och avancerade 64 kilometer, med förluster på 240 000 soldater. Den 5 april tappade offensiven momentum, och den 8 juli inleddes en motattack som knäckte den tyska armén. Detta blev början på ”de hundra dagarna”, då tyskarna drevs tillbaka på alla punkter längs västfronten fram till vapenstilleståndet. Perioden var, tillsammans med krigets inledning, den enda då man förde ett rörligt krig. Man använde sig också av kombinerad krigföring (infanteri, pansar, artilleri samt flygvapen tillsammans), vilket blev en hint om vad som skulle kunna väntas i nästa stora krig.

#### Östfronten
Den slutliga freden i Brest-Litovsk undertecknades den 3 mars 1918 och avslutade formellt första världskriget i öster.

## Krigsslutet
Efter en tyska novemberrevolutionen begärde de vapenvila. Då hade entetens styrkor lyckats nå den sydtyska gränsen, och tyskarna hade nästan helt drivits ut ur Frankrike. Den 11 november 1918 kl. 11:00 upphörde striderna och stilleståndsdagen högtidlighålls fortfarande i Frankrike och Storbritannien. Tysklands kejsare Wilhelm II tvingades abdikera och flydde till Nederländerna.

## Frederna
Efter första världskriget hade de allierade olika inställningar till hur fredsavtalen skulle utformas: Frankrike ville straffa Tyskland för den förstörelse kriget åsamkat, medan USA förespråkade en mildare fred i linje med fjorton punkterna. I efterhand blev fredsavtalen kända för att vara mycket hårda, särskilt Versaillesfreden mellan Ententen och Tyskland. Gemensamt för alla freder var att de kraftigt begränsade ländernas militära förmåga samt odlade en revanschlängtan bland befolkningen i de förlorande staterna att återta sina forna områden.

### Freden i Versailles
Huvudartikel: Versaillesfreden

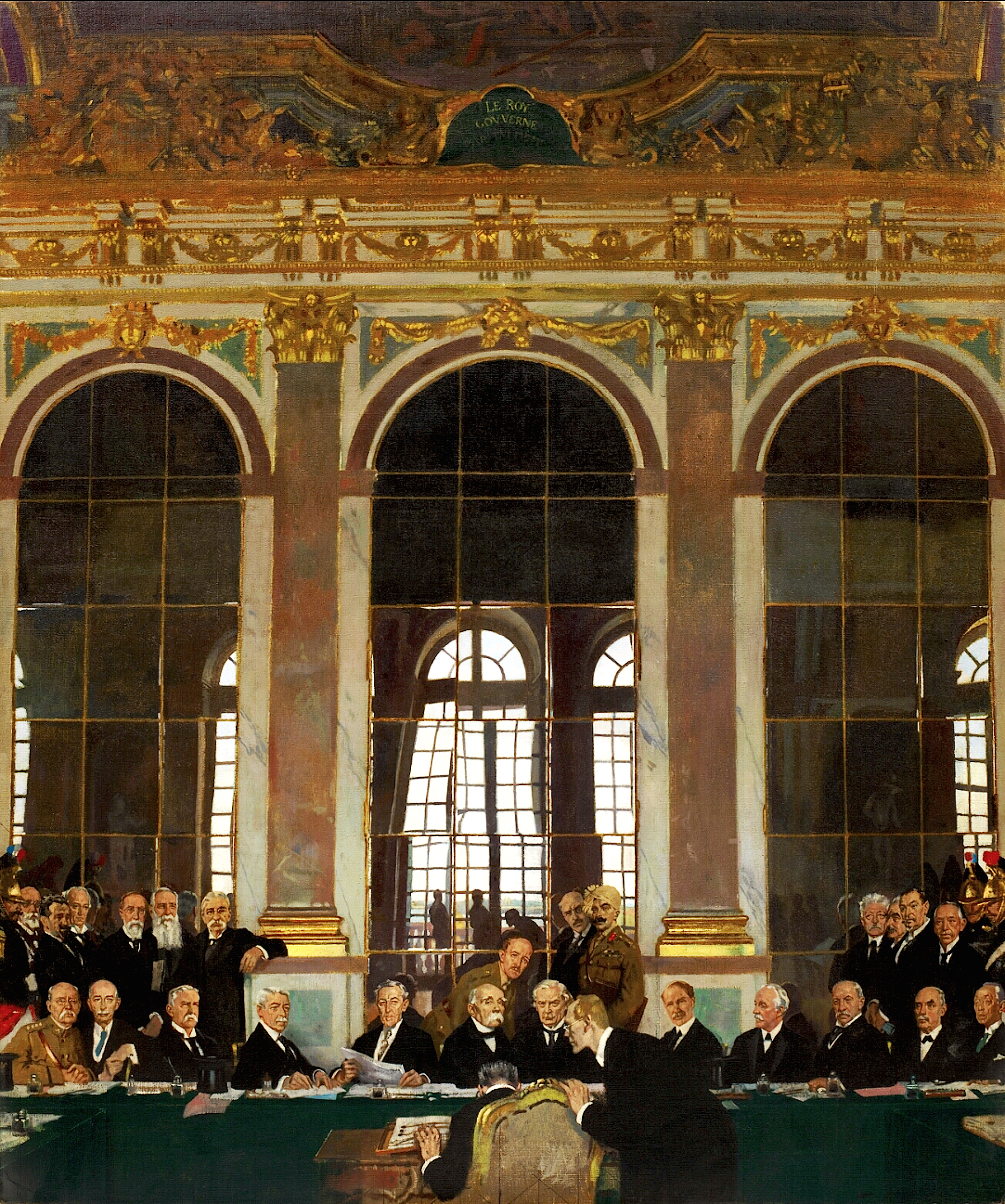
Målning av William Orpen.

År 1919 inleddes fredsförhandlingarna mellan Tyskland och enteten i Paris, närmare bestämt i det gamla kungaslottet Versailles. Delegater från 27 länder deltog, däribland sändebuden från de fyra stora (USA, Frankrike, Italien och Storbritannien) som ledde förhandlingarna. Enligt fredsavtalet som undertecknades den 28 juni fick Tyskland i väst ge ifrån sig Alsace-Lorraine till Frankrike, låta Saarlandet bli ett mandat åt det nybildade Nationernas Förbund och överlämna norra Schleswig till Danmark. I öst fick Tyskland avstå territorier till det återupprättade Polen. Detta ledde till att Tyskland blev splittrat, eftersom Östra Preussen låg på den östra sidan av den "korridor till havet" som de var tvungna att ge till polackerna. Samtliga av de tyska kolonierna annekterades också.
Även om de territoriella förlusterna var hårda, var det som förargade tyskarna mest att enteten lade skulden för kriget på dem, vilket ledde till att tyskarna tvingades betala ett enormt skadestånd. Vidare, begränsade enteten vilka vapenslag de fick använda (stridsvagnar samt flygplan förbjöds), samt storleken på armén (100 000 soldater) och flottan (15 000 sjömän). Vidare, så skulle allt område väster om floden rhen (samt 50 km öster om den) hållas demilitariserat. 

### Freden i Saint-Germain
Huvudartikel: Freden i Saint-Germain
Den 10 september 1919 undertecknades freden i Saint-Germain mellan den österrikiska halvan av dubbelmonarkin Österrike-Ungern och Ententen. Freden fastställde delningen av landet och krävde att Österrike skulle erkänna flera nybildade nationer som innehöll delar som tidigare utgjort en del av riket, såsom Tjeckoslovakien, Jugoslavien och Polen. Vidare gavs områden bort till Italien. Kvar blev det tysktalande området i riket, exklusive Sudetlandet, som gick till Tjeckoslovakien, och södra Tyrolen, som gick till Italien. Landet blev landlåst, då det förlorade alla sina kustområden. Enligt fredsavtalet var Österrike förbjudet att på något sätt förena sig med Tyskland utan godkännande från Nationernas Förbund. Militärt sett blev landets försvarsmakt kraftigt nedskuren, då armén begränsades till 30 000 man, och Ententen distribuerade landets flotta (Österrike hade å sin sida inte tillgång till några hamnar som en konsekvens av freden) mellan sig. Enligt freden blev Österrike förpliktigat att betala krigsreperationer, men de uteblev.

### Trianonfördraget
Huvudartikel: Trianonfördraget
Fredsavtalet mellan Ententen och Ungern (en av den österrikisk-ungerska dubbelmonarkins efterträdarstater) det så kallade Trianonfördraget, undertecknades den 4 juni 1920 i Versailles. Det blev det mest rigorösa av alla fredsavtal efter första världskriget: Ungern tvingades avträda Transsylvanien samt östra Banatet till Rumänien, Slovakien och Karpatiska Ruthenien till Tjeckoslovakien, Kroatien-Slavonien och resterande delar av Banatet till den nybildade jugoslaviska staten. Dessutom tillerkändes Italien kuststaden Fiume (dagens Rijeka). Sammanlagt förlorade Ungern två tredjedelar av sitt territorium och befolkningen krympte från cirka 20 miljoner till drygt 7 miljoner, med stora grupper av etniska ungrar kvar på andra sidan av gränserna. Det kvarvarande Ungern blev en rumpstat med en armé begränsad till 35.000 soldater, belägen i de centrala delarna av det tidigare riket.

### Freden i Sevrés
Huvudartikel: Freden i Sevrés
Freden i Sevrés var den fred som slöts mellan det Osmanska riket och enteten den 10 Augusti 1920. Osmanska rikets militär fick uppleva en liknande behandling som tyskarnas fick. Deras armé beskars till 50.000 man, flottan begränsades, och landet förbjöds att ha ett flygvapen. Däremot var de territoriella förlusterna större, då riket endast fick ha kvar kontrollen över Anatolien. Mesopotamien blev uppstyckat mellan Storbrittanien och Frankrike. Grekland fick total kontroll över det Egeiska havet, samt ett fotfäste i Anatolien. Vidare, Blev Armenien en självständig stat. Freden fick ingen egentlig betydelse då Turkiska nationalister under ledning av Mustafa Kemal Atatürk tog makten och vägrade erkänna freden. Istället blev Lausannefreden den gällande, vilken i stort fastslog det moderna Turkiets gränser. 

### Freden i Neuilly
Den 27 november 1919 slöts freden i Neuilly mellan Bulgarien och enteten. Bulgarien tvingades lämna ifrån sig sina kustområden vid egeiska havet till Grekland, samt lämna mindre områden i väster till det nybildade kungadömet Jugoslavien. Den Bulgariska armén begränsades till enbart 20.000 man, och landet dömdes till att betala ett stort krigsskadestånd till Enteten.

## Skuldfrågan
Var skulden och orsaken till krigsutbrottet ligger har diskuterats intensivt, inte minst bland historiker. I skuldparagrafen - artikel 231 - i Versaillestraktaten från 1919, artikel 231, angavs att det var Tyskland som var ensamt ansvarig för kriget och dess följder. Idén om Tysklands ensidiga skuld ifrågasattes kraftigt redan under mellankrigstiden, inte minst från tyskt håll.
Frågan om vems skulden var fick nytt syre när den tyske historikern Fritz Fischer 1961 publicerade sin tes om Tysklands skuld till kriget. Fischer menade att den tyska eliten målmedvetet och under lång tid hade planerat att ta makten över Europa och så småningom även nå global dominans. Fischers tes kritiserades häftigt efter sin publicering, inte minst menade kritikerna att hans metod och källval hade stora brister. Efterföljande historiker, t.ex. Immanuel Geiss och andra tyska forskare, har dock även senare argumenterat för den tyska skulden till kriget baserat på nytt material som blivit tillgängligt. Kejsare Vilhelm II:s och den militära ledningens ansvar har särskilt betonats i den forskningen.
En källa till skuld som har uppmärksammats är relationen mellan Österrike-Ungern och Serbien. Österrikes bestämda mål att stoppa de serbiska strategiska ambitionerna kan sägas ha drivit Europa närmre första världskriget. Även före kriget hade Österrike hamnat i konflikt med Serbien, som 1908 och 1913, men då medlade britterna och Ryssland backade ur konflikten, vilket innebar att krig kunde undvikas. Tysklands allt starkare stöd till Österrike och alliansen länderna emellan, innebar dock att tyskarna accepterade risken att Österrike kunde dra med Tyskland in i en storkonflikt. Historiker menar dock att deras riskacceptans i relationen till dubbelmonarkin inte är samma sak som att Tyskland aktivt drev på ett storkrig, men ger dem likväl en del i skulden till första världskriget. Samtidigt fanns det en omedelbar serbisk skuld som bottnade i det nationalistiska mordet på Franz Ferdinand och hans hustru Sophie i juni 1914.
Britternas rädsla för Tyskland som sjömakt och deras marina upprustning har också lyfts som en del av skulden till kriget. Rysslands beslut den 30 juli att mobilisera anses också vara en vändpunkt, då ett mobiliseringsbeslut 1914 i stort sett var det samma som en krigsförklaring. 1910-talets tidsanda med inslag av aggressiv nationalism och krigsromantik har också lyfts som del i skulden bakom kriget. En allt kraftigare militarisering av maskulinitet i Europa har också uppmärksammats. Kriget kom att bli en symbol för ett manlighetstest där dygder som mod, styrka och uppoffringsvilja skulle prövas. Särskilt bland universitetsstudenter var de här maskulina idealen och krigsentusiasmen stor.
Vissa historiker har talat om en tysk "särväg" (sonderweg) från 1871 till 1945 som främsta förklaring till bland annat första världskriget. Marxistiska forskare har i sin tur istället menat att kriget var en naturlig följd av kapitalismens utveckling.[källa behövs]

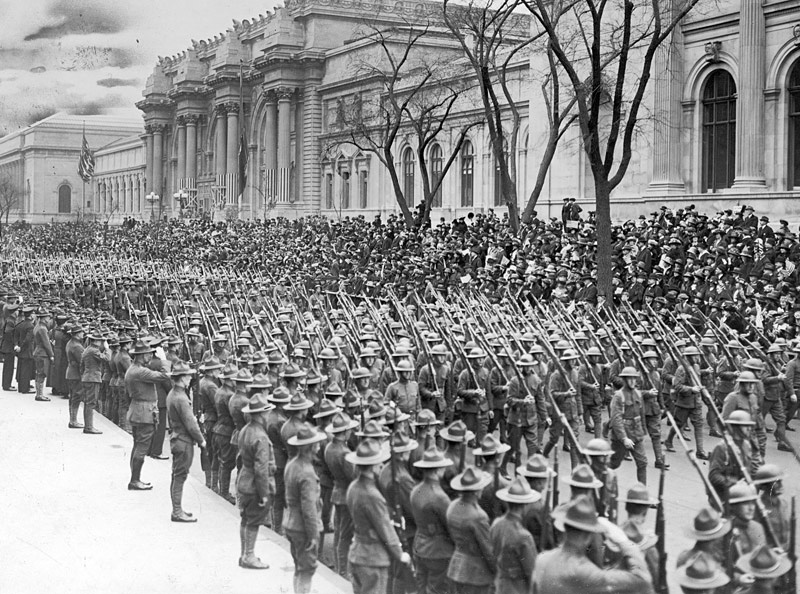
Amerikanska soldater välkomnas hem i New York den 28 april 1919.

Uppemot 20 miljoner människor dog av direkta krigsorsaker. Ententmakternas blockad av tyska hamnar före och efter fredsslutet orsakade ytterligare många civila offer. I den svåra epidemi av spanska sjukan som bröt ut efter krigsslutet och som var direkt relaterad till den krigströtta situationen i Europa dog närmare 50 miljoner människor.
De politiska omvälvningarna som följde freden i Versailles och påföljande fredsavtal lade grunden för det moderna Europa. Flera stormakter gick under genom kriget. Österrike-Ungern splittrades, Ryssland blev Sovjetunionen och Osmanska riket blev Turkiet. Flera nya stater blev till: Tjeckoslovakien, Polen, Jugoslavien, Finland, Estland, Lettland och Litauen. Tyskland förlorade sina kolonier i Burundi, Rwanda, Tanzania (det så kallade Tyska Östafrika), Namibia (Tyska Sydvästafrika), Togo (Togoland), Kamerun och Papua Nya Guinea (Tyska Nya Guinea) samt intressesfärerna i Shandong (Shantung).
Att ententen ingenstans lyckats komma in på tyskt territorium under kriget understödde uppfattningen att tyskarna inte behövde stå som förlorare efter kriget. (Detta kallas ofta för "dolkstötslegenden", som skulle betyda att tyskarna hade kunnat vinna om det inte hade varit för svekfulla politiker i Berlin). Freden som slöts i Versailles var mycket hård mot Tyskland och krävde landet på enorma skadestånd, vilket bidrog till en känsla av förödmjukelse som i sin tur var grogrund för extremistiska rörelser och som ledde till nazisternas seger och på sikt andra världskriget.
Revolutionen i Ryssland 1917, som hade sin direkta upprinnelse i de svåra förhållanden som rådde under kriget, ledde i förlängningen till bolsjevikernas maktövertagande och till en socialistisk rådsrepublik. I den oreda som då rådde i Ryssland, blev det 1917 också möjligt för Finland att frigöra sig från det ryska styret, vilket också ledde till finska inbördeskriget.
Japan gick in i första världskriget på Ententens sida. Under första världskriget befäste Japan sin position som stormakt och striderna som i huvudsak bekämpades mot tyska intressen i Asien inbegrep världens första flyganfall från hangarfartyg. Japanska flottan bistod även Storbritannien och skickade krigsfartyg till Sydafrika och Malta. Japans deltagande i första världskriget resulterade i (se Versaillesfreden 28 juni 1919) att Tysklands rättigheter i Shandongprovinsen överfördes till Japan. Vidare annekterade Japan Tysklands mandat över ett antal öar i Stilla havet.
I Östasien skapade fredsavtalet starka spänningar mellan Kina och Japan, som båda bistått Ententen i kampen mot centralmakterna, då Tysklands besittningar i Kina (Shandong) kom att överföras till Japan istället för att återlämnas till Kina. De kinesiska delegaterna skrev aldrig på avtalet, och i Kina gav resultatet av fredsförhandlingarna upphov till Fjärde maj-rörelsen.
Motsättningar mellan USA och Japan uppkom även i samband med Versaillesfreden och upprättandet av Nationernas Förbund. Detta hade bland annat sin upprinnelse med avslåendet av det japanska förslaget om en klausul om jämbördighet mellan raser (genom tillägg till artikel 21 i fördraget om Nationernas Förbund). Motståndet kom från framförallt britterna (efter bland annat lyckad lobbying mot förslaget av Australien (se White Australia Policy)) och USA. Förslaget (the Racial Equality Proposal, 1919) erhöll en röstmajoritet men ordföranden, tillika USA:s president, Woodrow Wilson förklarade att ett sådant förslag kräver enhällighet. Eftersom flera nationer ej röstade, däribland USA, antogs aldrig förslaget. Rapporterna från japanska media som följde konferensen bidrog till att den japanska folkliga opinionen gentemot väst, och USA i synnerhet, försämrades.

### Ekonomiska följder
Efterfrågan på metaller och stenkol ökade kraftigt under kriget. Produktionen kunde inte ökas lika snabbt som efterfrågan ökade. Exempelvis ökades priset på stålplåt till 68:- per ton år 1918, från att ha legat på 18:- per ton år 1915. Detta fick till följd att även priset på andra varor samt löner ökade.

## Första världskriget i popkultur

### Tryckta och filmatiserade verk
År 1929 publicerade Erich Maria Remarque romanen På västfronten intet nytt om det hårda livet på västfronten. Romanen har filmatiserats tre gånger, år 1930, år 1979 och år 2022.
Den engelska oxfordstudenten Vera Brittains memoarer, Testament of Youth, om åren som frivillig sjuksköterska under första världskriget, filmatiserades av James Kent 2014 med Alicia Vikander i huvudrollen som Vera Brittain.

### Musik
Artisten PJ Harvey har gjort ett prisbelönt album, "Let England Shake" med första världskriget som centralt tema.
Det svenska hårdrocksbandet Sabaton har gjort två album som handlar om första världskriget. Det första albumet heter The Great War och släpptes den 19 juli 2019. Det andra albumet heter The War To End All Wars och släpptes den 4 mars 2022.